# Esther Acebo
Esther Acebo (*19. ledna 1983, Madrid) je španělská herečka, moderátorka a reportérka. Jako herečka se do povědomí diváků dostala ztvárněním Monicy (Stockholm) ve španělském seriálu La Casa de Papel (2017–2021).

## Životopis
Narodila se v Madridu. V letech 2001–2005 studovala na Universidad de Castilla-La Mancha. Poprvé ji mohli diváci spatřit na obrazovkách, když jako host účinkovala v dětském programu Kosmi club. Později se na obrazovkách objevovala i v jiných televizních pořadech, také jako host.
V roce 2017 ztvárnila jednu z rolí seriálu La casa de papel, která se později zařadila mezi role hlavní.
V prosinci 2021 na Instagramu oznámila, že čeká své první dítě. Dne 5. března 2022 se jí narodila dcera.